# 바리나스주

바리나스 주의 위치

바리나스주(스페인어: Estado Barinas)는 베네수엘라 서부에 위치한 주로 주도는 바리나스이며 면적은 35,200km2, 인구는 756,600명(2007년 기준)이다. 1937년에 신설되었으며 12개 지방 자치체를 관할한다. 북쪽으로는 트루히요 주와 포르투게사 주, 코헤데스 주, 남쪽으로는 아푸레 주, 동쪽으로는 과리코 주, 서쪽으로는 메리다 주, 타치라 주와 접한다. 베네수엘라의 전직 대통령인 우고 차베스가 태어난 곳이기도 하다.  

## 같이 보기
- 베네수엘라의 주